# Steal This Film

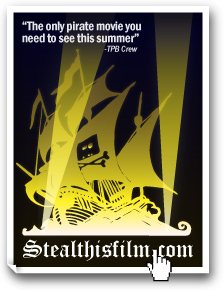
Das Banner zum Film

Steal This Film ist eine Serie von Filmen, welche die Bewegung gegen Geistiges Eigentum dokumentieren. Der erste Teil betrachtet die Leute in der schwedischen Piraterie-Szene: The Pirate Bay, Piratbyrån und die Piratenpartei. Teilweise wird in dem Film schwedisch gesprochen, jedoch immer mit englischen Untertiteln.
Im Film werden verschiedene Interviews geführt. Unter anderem mit schwedischen Jugendlichen, die ihre Meinung zur Beschlagnahmung äußern, und mit Mitgliedern von Piratbyrån und der Piratenpartei. 
Insbesondere werden die politischen Auswirkungen der illegalen Beschlagnahmung der Server der Pirate Bay in Schweden durch die schwedische Polizei erwähnt. Diese Aktion geschah durch Druck der amerikanischen Regierung, unter Androhung von ökonomischen Sanktionen durch die Welthandelsorganisation.

## Produktion
- Steal This Film wurde von der League of Noble Peers erdacht, gefilmt und produziert.
- Am 24. August 2006 wurde der Film unter dem Motto „The only pirate movie you need to see this summer“ („Der einzige Piratenfilm, den du diesen Sommer sehen musst“, eine Anspielung auf den Film Fluch der Karibik 2) als BitTorrent-Download auf The Pirate Bay veröffentlicht.
- Am 29. Dezember 2007 wurde der zweite Teil veröffentlicht.